# Быстрые перемены
«Быстрые перемены» (англ. Quick Change) — художественный фильм, одноимённая экранизация романа Джея Кронли. Американский ремейк франко-канадского фильма «Ограбление» 1985 года. Режиссерский и продюсерский дебют Билла Мюррея.

## Сюжет
Гримм Чиповски со своей невестой Филлис и другом Лумисом грабят банк. Для этого они используют хитроумный план, включающий переодевание в костюм клоуна и захват заложников. Операция проходит успешно, и вот уже герои, получив деньги, едут по Нью-Йорку, время от времени звоня из телефонов-автоматов инспектору Ротцингеру, уверенному, что «клоун» всё ещё сидит в банке. Но во время одного из сеансов связи Лумис совершенно некстати нажал на автомобильный клаксон — и полиция поняла, что её провели. Теперь героям приходится удирать и от полицейских, и от нью-йоркских мафиози, заведение которых они ограбили.

## В ролях
- Джина Дэвис — Филлис
- Билл Мюррей — Гримм Чиповски
- Рэнди Куэйд — Лумис
- Джейсон Робардс — Ротцингер
- Тони Шалуб — таксист
- Фил Хартман — Эдисон
- Стенли Туччи — Джонни
- Филип Боско — водитель автобуса
- Кертвуд Смит — Ломбино

## Интересные факты
- Другие варианты русского названия — «Быстрая перемена»[1], «Смена декораций», «Быстрый обмен»[2].
- Премьера в США состоялась 13 июля 1990 года.
- Билл Мюррэй выступил в качестве одного из продюсеров и режиссёров фильма.